# Saxofone soprano
O saxofone soprano é um dos tamanhos do saxofone. É um instrumento transpositor, com afinação em Si Bemol (B♭). Na família dos saxofones, é o segundo na lista que vai dos mais agudos aos mais graves (existe o ainda mais agudo saxofone sopranino). Sua extensão vai do La♭2 ao Mi5 (nos mais antigos chega apenas ao Mi♭5, podendo chegar ao Fa5 em modelos mais recentes).  Pode ser encontrado nas versões reta (mais tradicional) e curva, sendo que a extensão para ambos é a mesma, variando apenas o timbre levemente.
Obras brasileiras para saxofone soprano e orquestra:
- Heitor Villa-Lobos – Fantasia para Saxofone, Três Trompas e Cordas (1948);

- Liduíno Pitombeira – Concerto para Saxofone Soprano e Orquestra, Op. 187 (2013);

- Patrícia de Carli – Nebulae para Saxofone Soprano e Orquestra (2015).